# Cassidinidea mexicana
Cassidinidea mexicana là một loài chân đều trong họ Sphaeromatidae. Loài này được Hendrickx & Espinoza-Perez miêu tả khoa học năm 1998.